# Acura TLX
Acura TLX — легковий передньо або повноприводний середньорозмірний автомобіль преміум класу.

## Перше покоління (2014—2020)

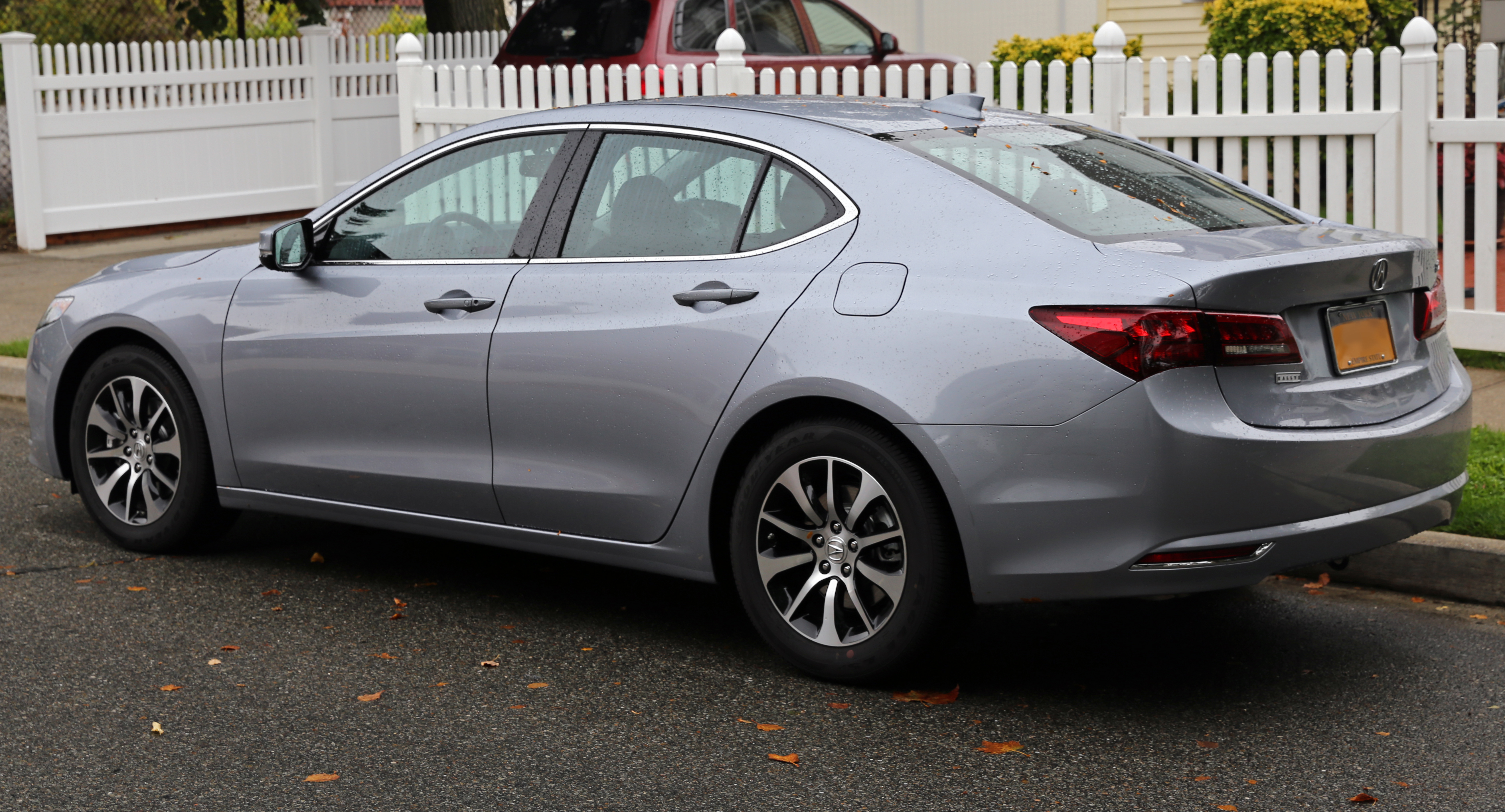
Acura TLX (2014—2017)

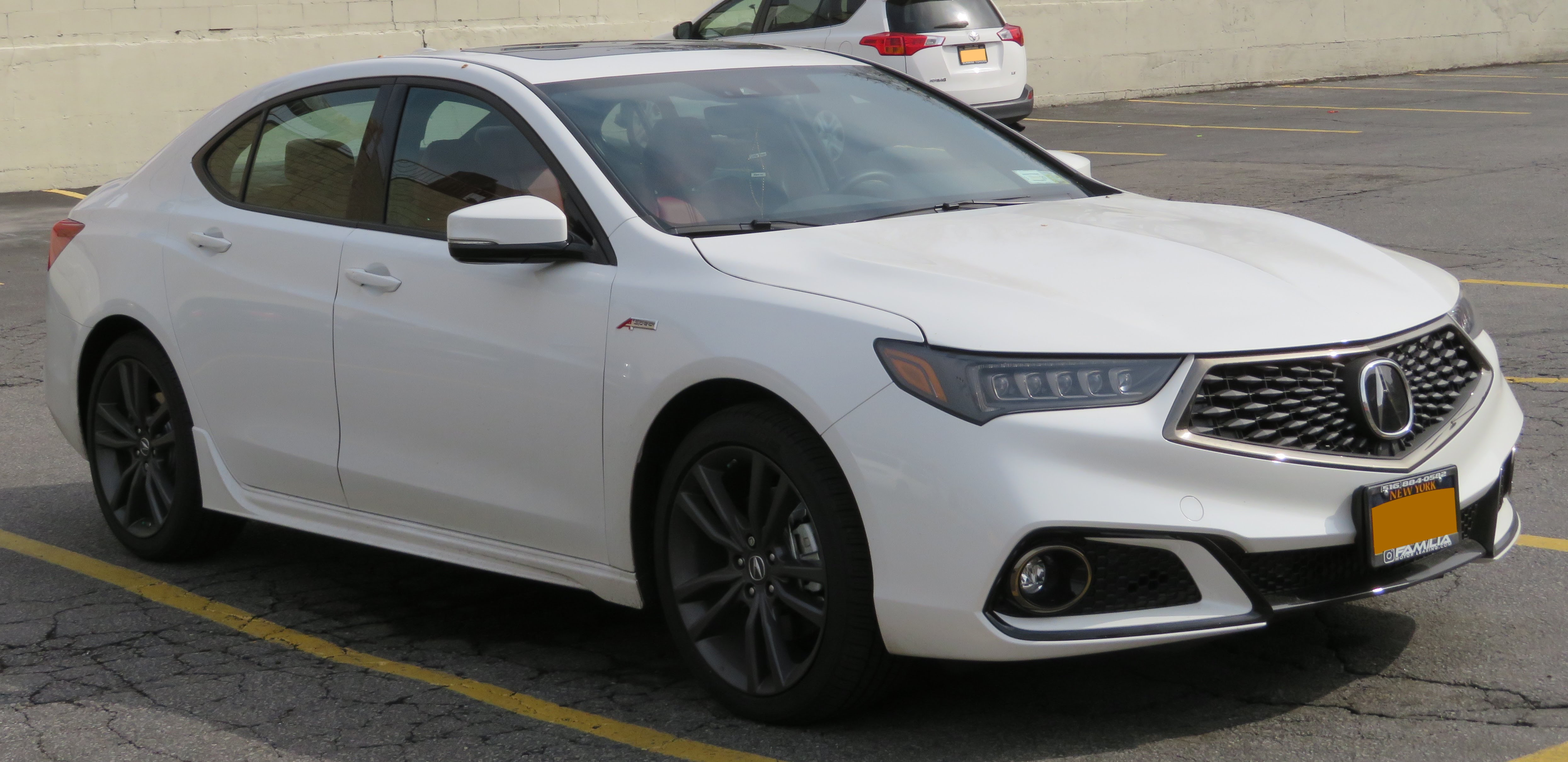
Acura TLX (з 2017)

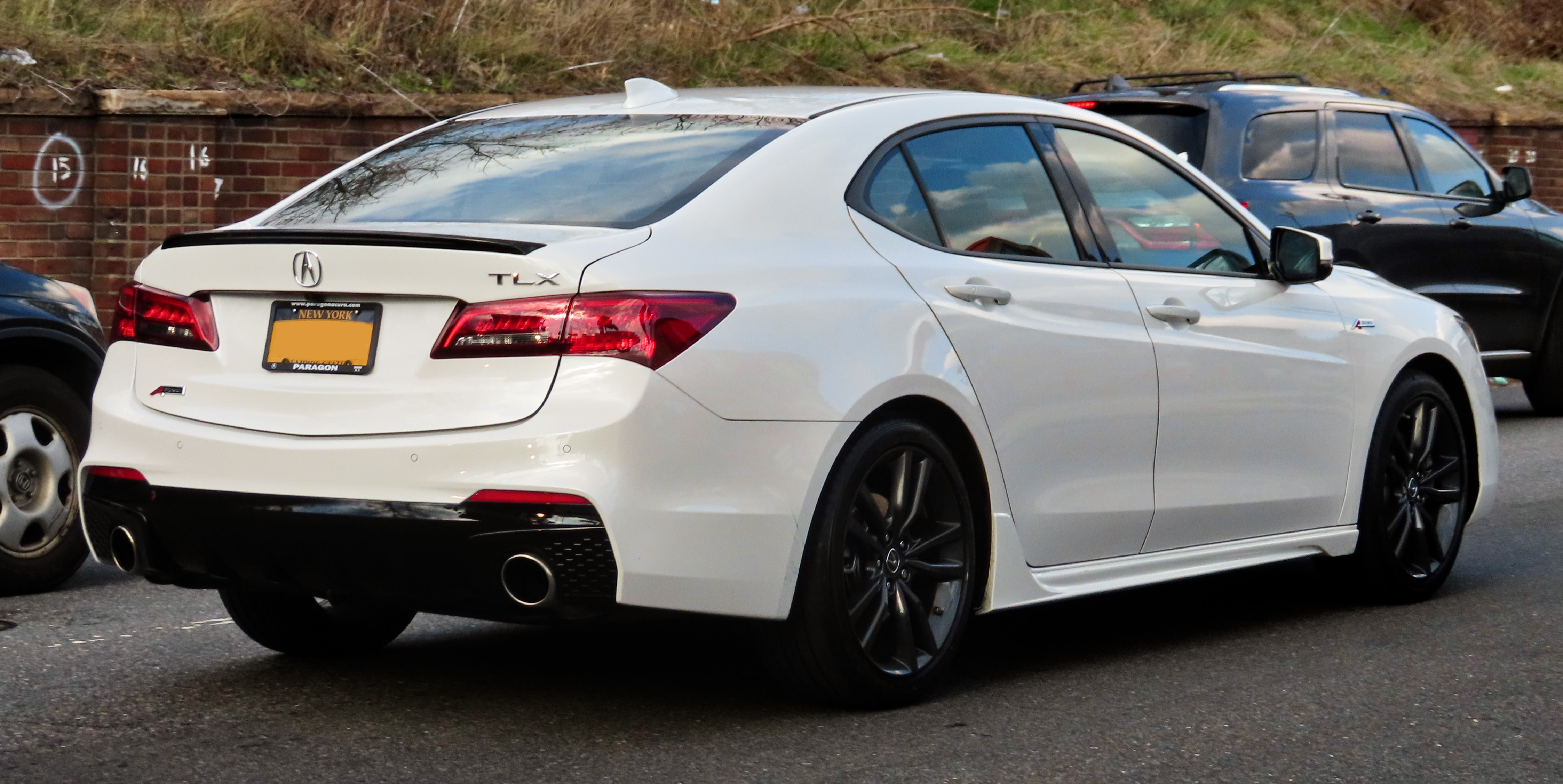
Acura TLX (з 2017)

Виробляється компанією Acura — північноамериканським відділенням концерну Honda. Вперше представлений на автосалоні в Детройті у вигляді концепт-кару в січні 2014 року. Виробництво новинки налагодять ближче до літа 2014 року на заводі Хонди в Огайо, Acura TLX пов'язаний з дев'ятим поколінням Honda Accord седан. 
Новий автомобіль отримає два мотори на вибір: чотирициліндровий 2.4 i-VTEC K24W7 (206 к.с., 247 Нм) і V6 3.5 i-VTEC VCM J35Y6 (290 к.с., 362 Нм) з системою відключення половини циліндрів. Базується Acura TLX на платформі з двохричажною підвіскою спереду і багаторичажною ззаду, яка розрахована на передній або повний привід. Передньопривідні версії отримають керовану задню вісь Precision All — Wheel Steer (P-AWS) заради кращої керованості та стабільності в поворотах (колеса задньої осі будуть повертатися електричними актуаторами), якою вже оснащується RLX. Повнопривідні модифікації отримають модернізовану трансмісію SH-AWD, яка стала легшою на 25 % і якій встановили більш просунутий блок управління вектором тяги.
Всі моделі TLX обладнані електронним стоянкових гальмом з функцією автоматичного утримання і системою динамічної стабілізації (IDS) з чотирма режимами роботи: ECON, Normal, Sport і Sport+, а для повнопривідних версій TLX також доступна система «старт-стоп», яка дозволяє підвищити паливну ефективність двигуна V6. Також як і середньорозмірний кросовер Acura MDX, TLX обладнаний світлодіодний головною оптикою Jewel Eye™.
Щоб отримати максимальний рейтинг за безпеку, Acura TLX оснащується останніми версіями електронних помічників: система запобігання сходу з смуги (RDM), система запобігання зіткнення (CMBS), індикатор «сліпих зон» (BSI), адаптивний круїз-контроль (ACC).
Салон стандартної TLX оздоблений штучною шкірою, за додаткову плату можна отримати обшивку Milano. В базовій версії моделі лише передні сидіння оснащені підігрівом. Опціонально доступні задні сидіння з підігрівом, вентиляція передніх сидінь та підігрів керма.
Об'єм вантажного відсіку Acura TLX — 404 літри.

### Двигуни
- 2.4 i-VTEC K24W7 І4 (206 к.с., 247 Нм)
- 3.5 i-VTEC VCM J35Y6 V6 (290 к.с., 362 Нм)

## Друге покоління (з 2020)

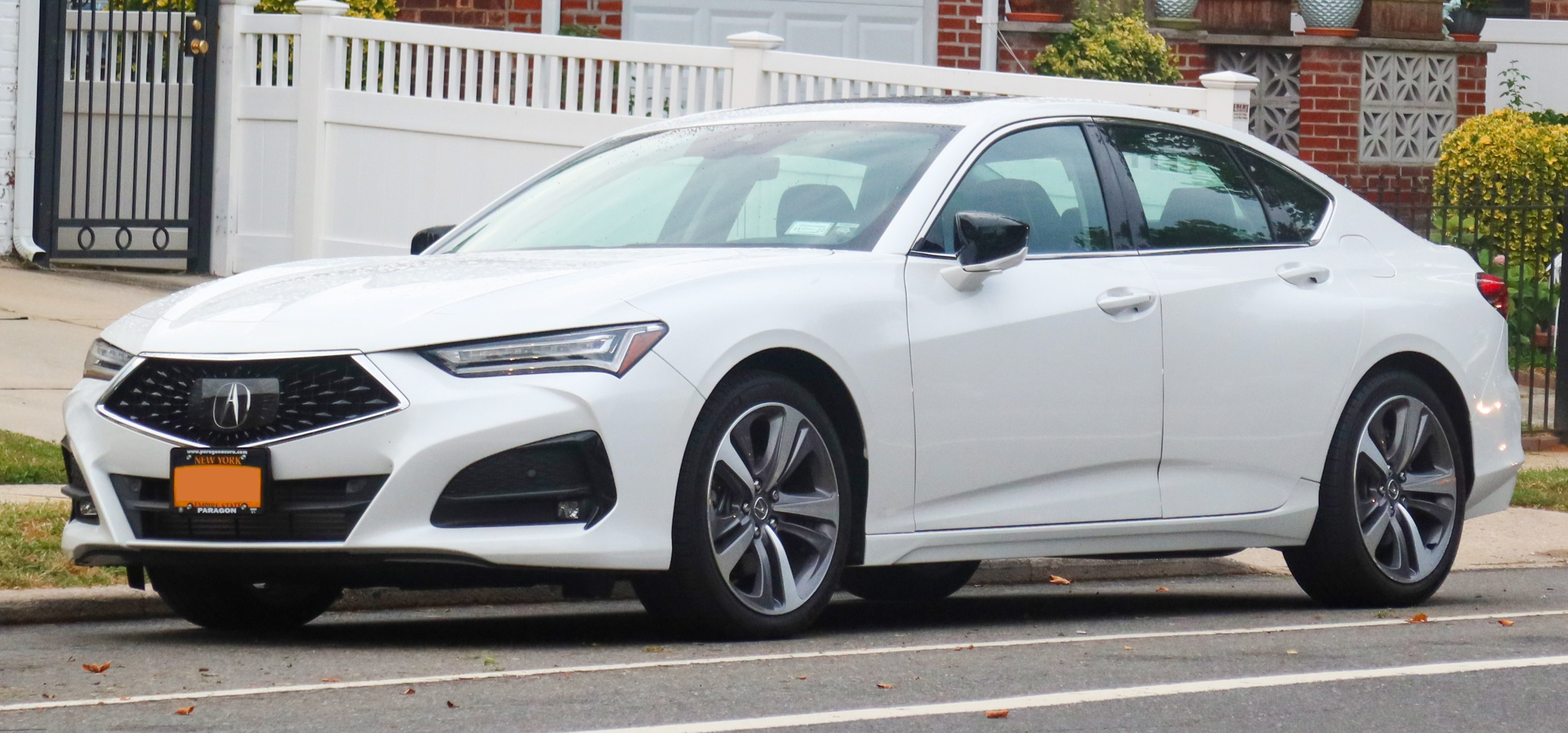
Acura TLX II

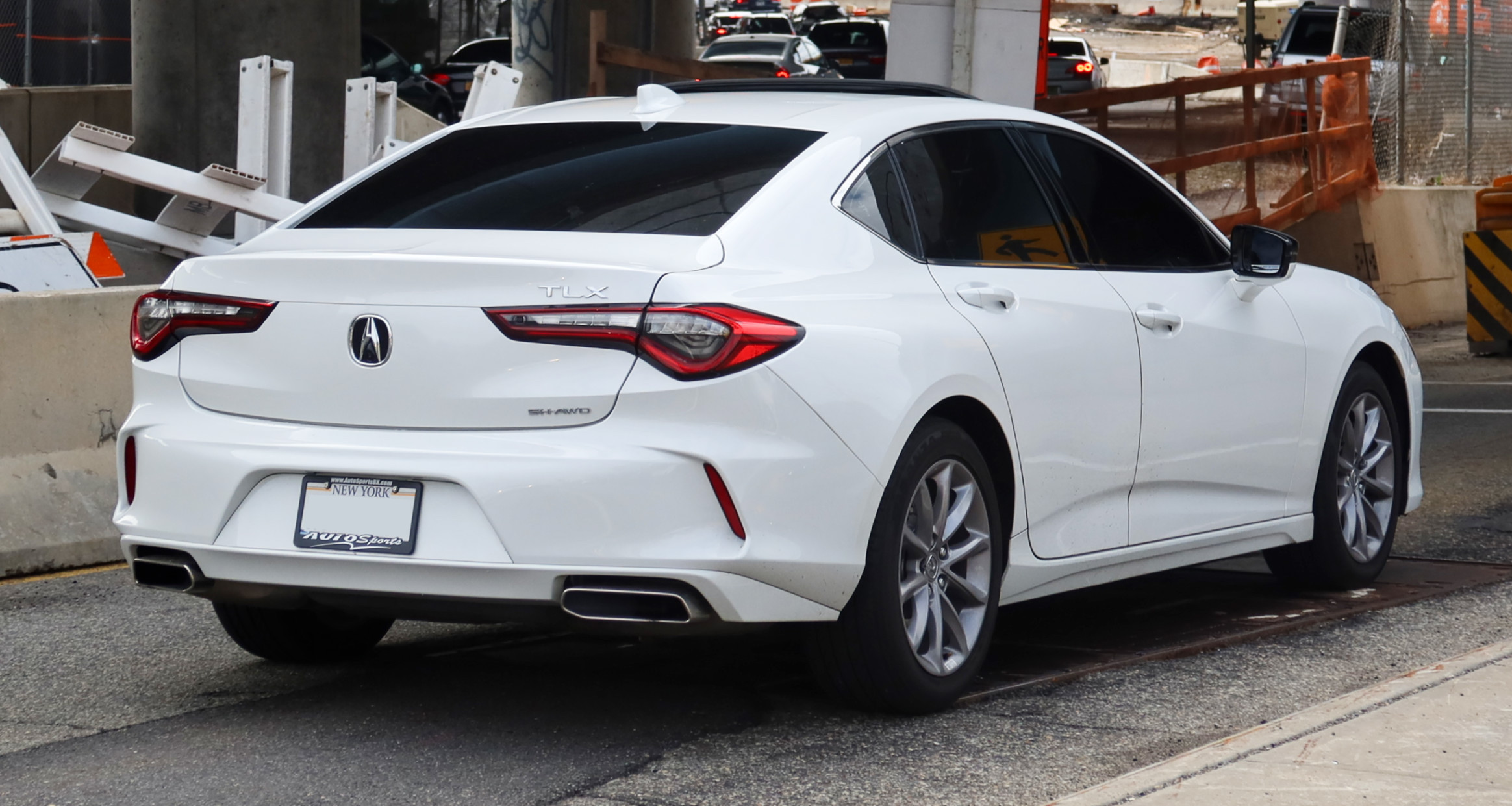
Acura TLX II

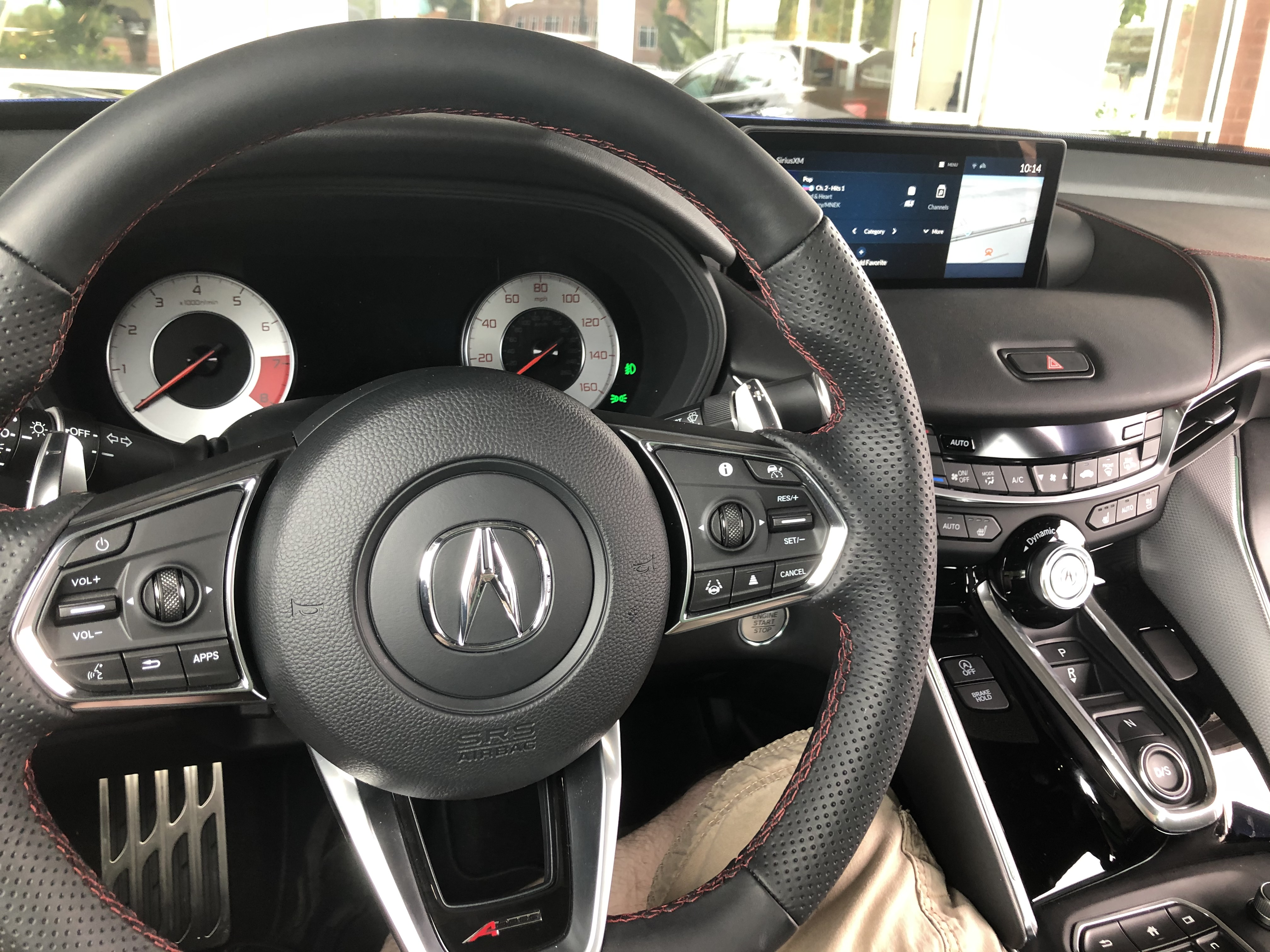

Седан Acura TLX другого покоління, який повинен вийти в 2020 році. Дизайн автомобіля розроблений в стилі концепт-кара Acura Type S 2019 року. Acura TLX базується на новій платформі. McPherson був замінений на двоважільну передню підвіску. Також авто має багатоважільну підвіску ззаду, електропідсилювач керма зі змінною продуктивністю і повний привід SH-AWD з двома індивідуальними муфтами ззаду для векторизації тяги.
Acura TLX 2021 нового покоління стандартно оснащена 272-сильним турбований двигуном 2.0, який розганяє седан до 100 км/год за 5,9 с. В такій комплектації витрата пального становить 8,7 л/100 км у комбінованому циклі. 
Крім звичайної версії буде і спортивна Acura TLX Type S з двигуном 3.0 turbo V6.
У 2023 році Acura представила спеціальну версію TLX Type S PMC. Модель відрізняється ексклюзивною палітрою кольорів, елементами кузова з вуглецевого волокна, дисками кольору міді.
У 2024 році Acura TLX отримала новий дизайн передньої частини кузова, стандартні 12,3-дюймові цифровий прилад та дисплей мультимедіа, а також покращені технології безпеки.

### Двигуни
- 2.0 l VTEC turbo K20C4 І4 276 к.с. 380 Нм
- 3.0 l VTEC turbo J30AT V6 360 к.с. 480 Нм (Type S)

## Продажі
| рік  | США    |
| ---- | ------ |
| 2014 | 19,127 |
| 2015 | 47,080 |
| 2016 | 37,156 |
| 2017 | 34,846 |
| 2018 | 30,468 |